# Fajã das Pontas

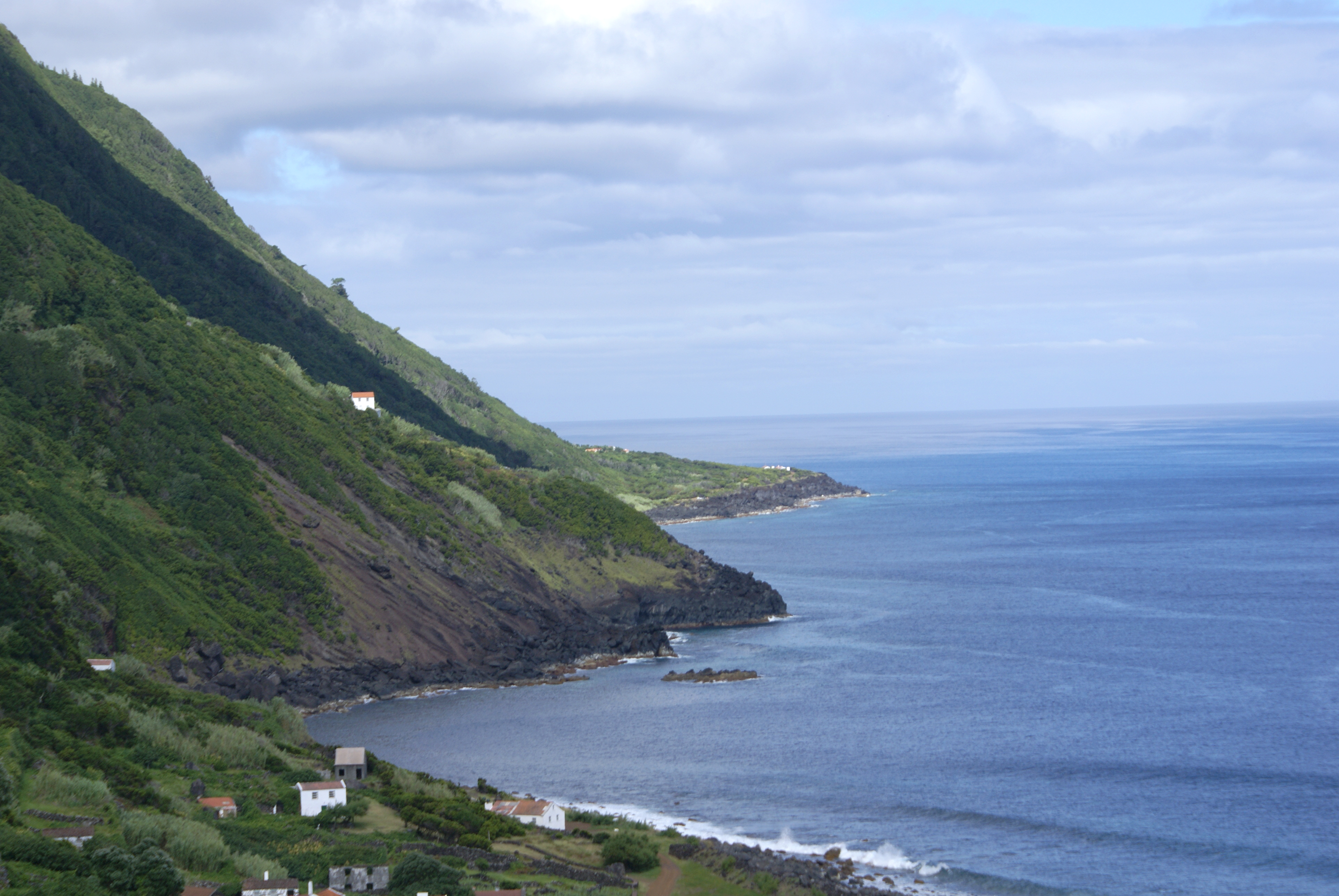
Fajã das Pontas, falésia.

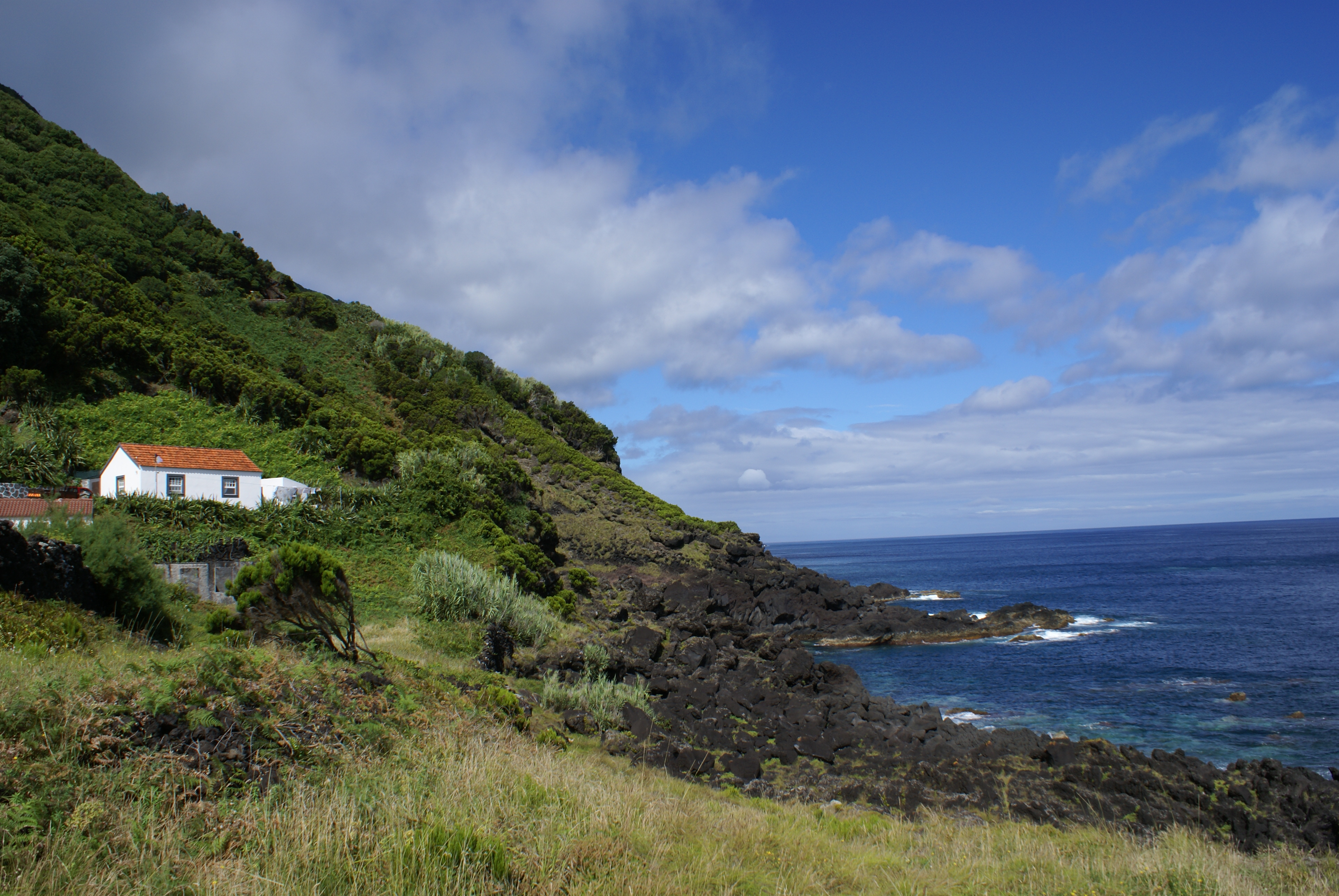
Fajã das Pontas, Norte Pequeno.

A Fajã das Pontas é uma fajã portuguesa localizada na freguesia do Norte Pequeno, concelho da Calheta, ilha de São Jorge, e cujo acesso é feito pelo caminho da Fajã da Penedia, chegando a um largo onde começa o caminho que vai ter à fajã das Pontas.
O porto desta fajã é um dos melhores da costa Norte, abrigado e apesar de pequeno está apetrechado com guindaste e tem vários barcos. A pesca sempre abundante faz-se de barco e de pedra, sendo as espécies mais apanhadas o congro, a moreia, a tainha, a abrótea e a veja.
Possui muitas casas, com água canalizada, mais do que um palheiro e um chafariz. Existe um poço de baixa-mar que ainda é usado quando necessário.
As aves mais frequentes são a rola, o pombo-trocaz, o garajau e o cagarro.
Os principais produtos cultivados nesta fajã são a vinha, o milho e a couve, havendo também algumas árvores de fruto como o castanheiro e a figueira.
Teve ainda, nos seus tempos áureos seis fios de lenha, actualmente pouco utilizados.